# Режьо Шомлаи
Режьо Шомлаи-Щолцпарт (на унгарски: Rezső Somlai-Stolzparth) е унгарски футболист и треньор, работил в България в годините след Втората световна война. Той извежда Левски (София) до златен дубъл през сезон 1948/49 без нито една загуба.

## Кариера като футболист
Играе като централен полузащитник, като освен в родината си, прави кариера и във Франция. Заминава да играе като професионалист в Ница, а след това записва мачове за Олимпик Ел и Ред Стар Париж. През 1934 г. е повикан в националния отбор на Унгария за Световното първенство, но не записва нито един мач.

## Треньорска кариера
Започва кариерата си на треньор през 1942 г. в тима на Чеглед. Пристига в България през есента на 1947 г., като поема Спартак (София). По това време шампионатът се играе с директни елиминации и Спартак достига полуфиналите през 1947 и 1/4-финалите през 1948 г. През октомври 1947 г. Шомлай е съ-треньор на Иван Радоев в националния отбор на България. Тандемът води тима в мач с Югославия от Балканското първенство.
През 1948 г. поема тима на Левски (София) и не записва нито една загуба начело на „сините“. Печели шампионската титла и Купата на съветската армия, като серията без поражение продължава 24 мача. След реорганизацията на спортното движение в България води и тима на Строител (София).